# Munt-la-Schera-tunnel
De Munt-la-Schera-tunnel is een eenbaanstunnel in het Zwitserse kanton Graubünden. Het verbindt het Engadin en het Zwitsers Nationaal Park ten zuiden van Zernez met het Lago di Livigno, en van daar verder met de Italiaanse provincie Sondrio. De tunnel ligt onder het massief van de Munt la Schera, op grondgebied van de gemeente Zernez. De zuidelijke tunnelmond ligt op 600 meter van de Italiaanse grens. De tunnel werd voltooid in 1965 en is 3.385 meter lang, 3,6 meter hoog en minimum 2,5 meter breed. De tunnel ligt op een hoogte stijgend van 1.711 tot 1.809 meter boven de zeespiegel.
Eind jaren 50 werd een overeenkomst gesloten tussen Italië en Zwitserland om het water van de Spöl, een riviertje op de grens van de twee landen voor gemeenschappelijke doeleinden te gebruiken. Er werd een dam gebouwd en het stuwmeer Lago di Livigno ontstond. Het stuwmeer wordt gebruikt om elektriciteit op te wekken.
De tunnel is gebouwd om bouwmaterialen te vervoeren voor de bouw van de Punt dal Gall-dam. De eerste drie jaar was de tunnel exclusief voor het werkverkeer maar nadien werd de Munt-la-Schera-tunnel geopend voor openbaar gebruik in 1968. Dit is het gevolg van een initiatief van de toenmalige burgemeester van Livigno. Livigno als dichtstbijgelegen Italiaans belastingvrij dorp en wintersportgebied, zag het nut de tunnel permanent open te houden in. Er werd zodoende in 1963 een overeenkomst getekend tussen Livigno en de Zwitsers om de tunnel en de weg over de dam open te stellen voor al het verkeer. Zo was de definitieve ontsluiting van Livigno langs de noordzijde het jaar door gegarandeerd, naast de in de winter gesloten bergpas Forcola di Livigno. 
De tunnel is in eigendom van en wordt geëxploiteerd door het waterkrachtbedrijf Engadiner Kraftwerke AG. De tunnel is slechts breed genoeg voor één voertuig, zodat het verkeer zich alternerend door de tunnel beweegt. Hiervoor zorgen verkeerslichten die elke 30 minuten de rijrichting veranderen. De tunnel is in de winterperiode en in de weekends 's zomers 24 uren per dag open, in de zomer is de tunnel op weekdagen gesloten tussen acht uur 's avonds en zes uur 's ochtends. Toegang tot de tunnel is beperkt tot motorvoertuigen niet meer dan 3.6 meter in hoogte en 2.5 meter in breedte. Sinds 2008 is het gebruik van de tunnel verboden voor fietsers. Van juni tot september kunnen fietsers hun fiets nemen met een shuttlebus die elke drie kwartier rijdt in elke richting, en op andere momenten kunnen ze een beperkt aantal plaatsen in de openbare busdienst gebruiken, die het jaar door om het uur rijdt in elke richting tussen acht 's ochtends en acht 's avonds.
Vanaf december 2020 bedraagt de standaard tol per dag voor een enkele autorit door de tunnel CHF 15 in de zomerperiode, CHF 20 van zondag tot vrijdag in de winterperiode en zelfs CHF 29 's winters op zaterdag. Het tolgeld is sterk variabel naargelang periode, grootte van het voertuig en het al dan niet vooraf elektronisch aanschaffen van het ticket.